# VOKS
Die VOKS (Abkürzung für Allunionsgesellschaft für kulturelle Verbindung mit dem Ausland) war eine von 1925 bis 1958 existierende sowjetische Organisation zur Förderung der kulturellen Beziehungen mit dem Ausland und zur Publikation von Informationsmaterial für das Ausland.

## Allgemein
Seine Ursprünge hatte VOKS in der „Ersten Ausstellung Russischer Kunst“ in Berlin Anfang der 1920er Jahre. Diese wurde initiiert im Rahmen der deutsch-sowjetischen Anbahnung vor dem Vertrag von Rapallo.
Oberstes Ziel war es aus Sicht der VOKS einen befürchteten Interventionskrieg der kapitalistischen Staaten gegen den ersten sozialistischen Staat zu verhindern.
Während der Bund der Freunde der Sowjetunion die Arbeiterklasse für dieses Ziel gewinnen wollte, sollte die VOKS hauptsächlich bei den Intellektuellen für die Sowjetunion werben. Dabei arbeitete sie eng mit der Gesellschaft der Freunde des neuen Rußland zusammen.
Die VOKS ging aus dem im November 1923 gegründeten „Vereinigten Informationsbüro“ (OBI) hervor. Sie unterstand dem Außenministerium Narkomindel und war verantwortlich gegenüber der kommunistischen Partei (VKP(b))  und dem Rat der Volkskommissare Sownarkom. Ihr Hauptsitz war in Moskau, Filialen bestanden in Leningrad, Rostow, Wladiwostok, Saratow, Minsk, Taschkent und Baku.
Erste Leiterin war Olga Kamenewa. Regelmäßig fanden koordinierende Sitzungen statt, zu denen auch Vertreter anderer gesellschaftlicher Organisationen kamen. 1928 hatte sie 60 ständige und 3 freie Mitarbeiter.
Von 1925 bis 1930 kümmerte sich die VOKS um etwa 7.000 ausländische Besucher, nach der Gründung von Intourist 1929 nur noch um die prominenten Besucher, wie zum Beispiel Valeska Gert. Sie organisierte für die Besucher Kontakte zu führenden Persönlichkeiten, Theaterkarten, Rundreisen sowie wissenschaftliche und künstlerische „Abende der Annäherung“.
Sie nahm an internationalen Veranstaltungen teil, organisierte eigene Wanderausstellungen und berichtete über wichtige kulturelle Erscheinungen im Ausland. Der Etat betrug 1927/28 287.765 Rubel, davon gab sie 5.000 Rubel für Ausländerempfang, 45.000 Rubel für die Presseabteilung, 22.500 für Ausstellungen und 45.000 Rubel für die Ausstellungen zum 10. Jahrestag der Oktoberrevolution aus. Für 1928/29 beantragte sie 678.633 Rubel, bekam aber nur 291.300 Rubel bewilligt.

## Publikationen
- „Wochenbericht der Gesellschaft für kulturelle Verbindung mit dem Ausland“ (1925–1929)
- „W.O.K.S - Sozialistischer Aufbau in der UdSSR“ ab 1928
- „Sowjetkultur im Aufbau“ ab 1931
- „Aus dem Sowjetlande“ ab 1931
- Pressedienst in Englisch, Deutsch, Französisch, Russisch und Esperanto

## Abteilungen
Sie umfasste folgende Abteilungen:
- Büro für Beziehungen mit dem Ausland (Sektoren: Zentraleuropa, Anglo-Amerika, romanische Länder und östliche Länder)
- Presseabteilung
- Büro für Ausländerempfang
- Büro für Bücheraustausch
- Abteilung für die Organisation für Ausstellungen
- Photoagentur Russphoto
- Abteilung für Nationalitäten

## Sektionen
Sie umfasste folgende Sektionen:
- Schöne Literatur
- Kunstgewerbe
- Architektur
- Musik
- Kino
- Photo
- Sowjetrecht
- Chemie
- Studenten
- Wissenschaft und Technik
- Pädagogik

## Beurteilung
1927 reiste der Schriftsteller Karl Anton Rohan in die Sowjetunion. Er urteilte:

„Die W.O.K.S ist eine ausgezeichnete Einrichtung, die dem Fremden viel Zeit erspart. Ich konnte in drei Wochen mehr Menschen sprechen, die für mich wichtig waren, als ich ohne sie in drei Monaten erreicht hätte.“